# USS Hull (DD-7)
USS Hull (DD-7), sedmi razarač klase Bainbridge u sastavu američke ratne mornarice i drugi brod koji je ime dobio po komodoru Isaacu Hullu.

## Povijest
Kobilica je položena 22. veljače 1899. u brodogradilištu Harlan & Holligsworth u Wilmingtonu. Porinut je 21. lipnja 1902. i u operativnu uporabu primljen 20. svibnja 1903.

### Operativna uporaba
Tijekom prve dvije godine službe USS Hull je obavljao ophodne i vježbovne manevre uz obale Newporta i Chesapeace Baya. Nakon krstrenja na Karibe u razdoblju od siječnja do travnja 1905., vratio se u League Island gdje je 30. rujna povučen iz uporabe.
U operativnu uporabu vraćen je 14. studenog 1906. nakon čega je sudjelovao u flotnim vježbama u kubanskim vodama. Poslije djelovanja uz Newport, u studenom 1907. vratio se u Norfolk kako bi se pripremio za putavanje s Velikom Bijelom Flotom. Kao eskortni brod isplovio je 2. prosinca i nakon što je pristao u brojnim južnoameričkim lukama te oplovio Južnu Ameriku, 28. travnja 1908. stigao je u San Diego. Dok je Velika Bijela Flota nastavila svoje putovanje, USS Hull se zadržavao u blizini San Francisca do 24. kolovoza 1908. kada se uputio na krstarenje južnim Pacifikom. Prije nego što se u studenome vratio u San Diego sudjelovao je u brojnim vježbama u vodama Havaja i Samoe.
Ponovno je povučen 30. listopada 1912. zbog čega je pridružen Rezervnoj Torpednoj Diviziji na Mare Islandu s kojom je povremeno izvodio vježbe u kalifornijskim lukama. U trenutku ulaska Sjedinjenih Država u Prvi svjetski rat USS Hull se nalazio remontu. Zajedno s drugim razaračima, 25. travnja 1917. isplovio je prema Zoni Panamskog kanala gdje je sljedeća tri mjeseca sudjelovao u defanzivnim ophodnjama. 26. srpnja uputio se prema Norfolku zbog ophodnih i eskortnih dužnosti uz Istočnbu obalu SAD-a. U mjesecima koji su slijedili, Hull je pratio druge brodove do Bermuda te sudjelovao u vježbovnim manevrima. U lipnju 1918. zaustavio je napad njemačke podmornice U-151 na trgovački brod te je često spašavao mornare s već potonulih brodova. Ovakve zadatke obavljao je do kraja rata.
U Philadelphiju je stigao 29. siječnja 1919. gdje je i 7. srpnja iste godine konačno povučen iz operativne uporabe. Kao sekundarna sirovina, 5. siječnja 1921. prodan je privatniku Josephu G. Hitneru.

### Zapovjednici
Izvor podataka:
| - Samuel Shelburne Robison (20. svibnja 1903. – 1904.) - Frederick August Traut (1904. – 30. rujna 1905.) Izvan službe od 30. rujna 1905. – 14. studenog 1906. - Thomas Charles Hart (14. studenog 1906. – 14. lipnja 1907.) - James Harvey Tomb (14. lipnja 1907. – 15. listopada 1907.) - Edward Churchill Woods (15. listopada 1907. – 27. studenog 1907) - Frank McCommon (27. studenog 1907. – 12. listopada 1909.) - Martin Kellogg Metcalf (21. listopada 1909. – 12. veljače 1910.) | - Harold Jones (12. veljače 1910. – 1912.) - Herbert Aloysius Jones (1912. - siječanj 1916.) - Willis Winter Bradley Jr. (siječanj 1916. - kolovoz 1916.) - James Grady Ware (kolovoz 1916. – 1917.) - Harvey Shadle Haislip (1917. - prosinac 1917.) - Robert Stevenson Haggart (prosinac 1917. – 7. srpnja 1919.) |